# Прописка у Совјетском Савезу
Пропискa (рус. пропи́ска, многижа: propiski) била је боравишна дозвола и алат за евиденцију миграција, коју је користила Руска Империја пре 1917. и Совјетски Савез пре 1930-их.
СССР је имао оба стална (прописка по месту жительства или постоянная прописка) и привремене (временная прописка) пропискас. У периоду транзиције ка тржишној економији након распада Совјетског Савеза крајем 1991. године, стална прописка у општинским становима била је фактор који је омогућио становницима да стекну право приватне својине на стамбеном простору у који су „уписани“ приликом приватизације (они који су о свом трошку градили стамбене објекте ту су по дефиницији добијали трајну прописку).
Именица прописка је првобитно означавала чиновнички поступак регистрације, уписа лица (уписивање његовог имена) у полицијску евиденцију локалног становништва (или уписивање полицијске дозволе у идентификациони документ лица). Далов речник објашњења описује ову процедуру као „уписивање [документа] у књигу и печатирање“.

## Историја
Порекло прописке датира из времена када је Петар Велики желео да обезбеди „да кметови остану на пољима где им је и место”. У пресовјетском Руском царству, лице које је стизало на ново пребивалиште било је дужно (у зависности од имања) да се упише у регистре локалних полицијских власти. Потоњи су непожељним лицима могли ускратити право на насељавање (у овом случају нису ударени печати у пасоше). У већини случајева, то би значило да се особа мора вратити у своје стално пребивалиште. 